# Феодализъм
Феодализъм е историко-социологическо понятие, приложимо към човешки общества от периода на Средновековието и Новото време. Това е съсловна военно-политическа социална система, изградена на взаимоотношенията, свързани със собствеността върху земята и изпълнението на военна служба. В класическата си форма феодализмът е характерен за средновековна Европа и се основава на набор от реципрочни правни и военни задължения между членовете на военната аристокрация, която се състои от три елемента – сеньори, васали и феоди. Макар и думата „феод“ да идва от къснолатинската дума feudum, (на свой ред заета от германския корен *fehu – термин, често използван през Средновековието) и означаващ имение или земя, държана при определени задължения от феодал, терминът за обозначаване на целия обществен строй влиза в употреба едва през XVII век, когато описваната система вече е в процес на разпадане и трансформации.
Съществуват различни и понякога противоречиви дефиниции на термина. Най-тясната от тях се основава на правните отношения: феодализмът е система от двустранни юридически и военни задължения между военната аристокрация в Европа през Средновековието, концентрирана около тройната концепция за васали, сюзерени и феоди. Друга е: обществен строй, при който земевладелците разполагат с труда на селяните, които по това време са с несвободен статут, който на някои места и в някои отношения се доближава до робския.

## Терминология
Съвременната наука използва три различни трактовки на термина „феодализъм“:
1. характеристика на взаимоотношенията вътре в господстващата социална класа, които са основани на васално-ленна система, рицарство, политическа раздробеност, замъкът като средоточие на властта на сеньора, който има пълна юрисдикция върху поверената му от сюзерена територия. Тази трактовка е предложена в началото на XVIII век от френския историк Анри дьо Буленвилие (на френски: Henri de Boulainvilliers), преосмислена в средата на XX век от белгийския медиевист Ф. Л. Гансхоф и остава най-популярна в Западна Европа;
2. начин на производство, залегнал в основата на обществен строй. Тази концепция, разработена от Карл Маркс, характеризира отношенията между господстващата класа и зависимото население (основно селяни) и е основана на сеньория (или вотчина), крепостна зависимост на селяните, изплащане на аренда от страна на зависимите държатели на собствениците и неикономически мерки на принуда. Тази трактовка господства в съветската историография. В повечето европейски страни (с изключение на Великобритания и отчасти Испания), тя не се прилага към средновековния живот.
3. цялостна система, включваща комплекса от отношения както вътре в господстващата класа, така и в сеньорията. В по-широк смисъл включва средновековните корпорации и масовите културни събития сред рицарството, зависимото население и отчасти градовете. Тази трактовка въвежда френският историк Марк Блок през 1939 – 1940 години в книгата си „Феодалното общество“.

## Произход
Феодализмът в Западна Европа започва да се установява още през V век при късната Западна Римска империя. Характерни за него са високата степен на политическа децентрализация, дуализмът на светската и духовната власт, специфичната роля на европейския град като център на занаятите и търговията, ранното развитие на хоризонтални обществени структури, публичното частно право. Феодализмът господства в Европа през цялото Средновековие, до буржоазните революции, които въвеждат нов обществен строй – капитализъм.
Съществуват различни мнения за това, имало ли е феодални отношения (в класически смисъл) в другите части на света. Според някои историци и социолози феодализмът е предимно, ако не и изключително европейски феномен, зародил се поради специфични исторически условия. Главните критики на концепцията за феодализма като универсален стадий на развитието на обществото се състоят в това, че при повечето общества извън Европа отсъстват такива важни елементи като едрото частно земевладение, крепостното право и имунитетите и привилегиите на съсловието на военните аристократи.
Безспорно обаче може да се направи паралел между средновековна Западна Европа и средновековна Япония, където централната власт е силно ограничена от едрите военни аристократи и земевладелци даймьо и техните васални самураи (по-дребни аристократи и земевладелци, но и професионални воини, следващи стриктен код на честта, подобно на европейските рицари).
В античния свят най-сходна с феодализма система има Персийската империя, в която на тежковъоръжените конници се раздават земи, подобно на феодалния лен.

## Феодална икономика

### Селско стопанство
При феодализма основното богатство е земята, която като източник на прехрана е пръв икономически фактор. Земеделието е основна дейност, от която зависят всички социални слоеве. При феодалните отношения собствениците на земя (феодали) са подредени по стълбица: низшестоящият (васал) получава от висшестоящия (сеньор, сюзерен) за службата си поземлен имот (фиеф или лен (ползва се и терминът феод)) и крепостни селяни. Отгоре на феодалната пирамида стои монархът, който, поне в началото на развитието на феодалния строй, има абсолютна власт (подобно на римските императори) и отдава земи на васалите за временно ползване. Когато постепенно тези имоти започват да се предават по наследство, неговата власт става доста ограничена от едрите сеньори. Сеньорите обаче на свой ред нямат пълна власт над всички земевладелци, намиращи се под тях в стълбицата (принципът „Васалът на моя васал не е мой васал“, действащ в много от държавите на континентална Европа). Селяните са закрепостени към земите на феодалите на всички нива и са длъжни да плащат за правото си да живеят на тях, както и да ги обработват с безплатен труд в полза на феодала, а не на последно място да плащат и данъци. Съществуват и напълно свободни селяни – алодисти – но те също търсят покровителство от по-силните. Поставя се началото и на коопериране на усилията за обработка на земята чрез общинско управление. Към края на IX и началото на X век тази система вече се е наложила в повечето земи на Западна Европа и е известна като сеньориална или манориална според названието на земните участъци (имения) и обвързаните с тях производители: (на френски: seignerie, на английски: manor, на немски: Landherrshaft).:с. 7
Земеделието се развива благодарение на смекчаването на климата, както и на някои технически нововъведения, които позволяват земята да се обработва с по-малко усилия, да дава по-богата реколта и да изхранва по-голямо население. Към X век започва интензивно развитие и на животновъдството. Нуждата от отглеждане на повече домашни животни е породена не само от прякото им използване за храна или добив на вълна, но и като животинска тяга за обработка на земята. Тяхното изхранване обаче изисква повече пасища и това става за сметка на изсичане на горите.:с. 8

### Търговия
През първата половина на X век Западна Европа е все още по-бедната част от континента, докато Константинопол преживява разцвет по време на Македонската династия и продължава да бъде център на търговията. Тя се извършва от араби и евреи, които пътуват по суша и вода от изток на запад и обратно. Търговията е затруднена от непрекъснати нападения на основните търговски пътища от страна на викинги, маджари и сарацини, както и от безспирните войни между местни сеньори и феодали. Все пак има и пристанища като Венеция, Амалфи, Неапол, чиито търговци постепенно стават водещи, тъй като макар че са проводници на византийско и арабско влияние, те са християни. Венецианската република, възползвайки се от своето положение между Изтока и Запада, развива своето благосъстояние и става богат и могъщ търговски град. Нейния флот победоносно се сражава против норманите и сарацините, както и срещу славянските пирати от източния бряг на Адриатическо море.
Вътре в границите на областите също се развиват търговски връзки, макар и в по-малък мащаб. Спорадично се организират пазари, на които се разменя предимно местна продукция.:с. 8 – 9 През XI век се възраждат панаирите, за да „разкъсат твърде тесния обръч на обикновената размяна“. Ползват се с подкрепата на църквата и закрилата на местните владетели, които осигуряват на търговците редица облекчения.

## Населени места
Военната заплаха променя топографията на населените места – процъфтяващите през Античността пристанищни градове се превръщат в най-несигурните места. Новите населени места се формират на места с естествена защита от нападения, най-често възвишения, заобиколени от естествени или изкуствени водни препятствия, и остават дълго време неголеми по площ и население. На възвишения се изграждат и замъците на владетелите, оградени с крепостни стени, а в подножието им се разполагат жилищата в селището. Първите замъци имат елементарна конструкция – квадратна кула на два или три етажа. Отначало се използва дърво, но с напредването на строителните техники се издигат кули от камък. Постепенно самите замъци стават символ на авторитета на собственика (кастелана), който събира около себе си група войници, които да поддържат реда. Тези военни се обвързват с клетва за вярност към своя господар, а той поема издръжката им. Когато срещу службата си получават от кастелана поземлен имот, те се ползват с привилегии спрямо другите наематели. Броят на войниците се увеличава и поради практиката на майората – наследството да получава най-големият син. Така по-малките и незаконните синове остават без издръжка и трябва да си търсят подходящо препитание. В тези среди се заражда рицарското съсловие.:с. 11 Сред рицарите има както благородници, така и случайно авантюристи, но с доказани воински качества. Когато някой от тях се препоръчва за васал, той получава от сеньора си земя, от която да се издържа. Включена е не само земята, но инструментите, животните и хората, които я обработват. Макар държателите на фиефове невинаги да са благородници, те са ангажирани със заниманията на благородници: война, религия, правосъдие и висша администрация.:с. 19

### Средновековни градове
На земята на феодала се развиват и средновековните градове, които носят допълнителен доход от занаятите и търговията. Стремежът на сеньора да получава повече доходи от града неизбежно води до борба и стремеж към независимост на градовете. нерядко те успяват да получат независимост срещу крупна сума.
В Италия градовете си извоюват независимост още през XI – XII век. Много градове от Северна и Средна Италия подчиняват значителни съседни райони и се превръщат в градове-държави (Венеция, Генуа, Пиза, Флоренция, Милано и др.)
В Свещената Римска империя съществуват имперски градове, които плащат данъци директно на германо-римския император. От началото на XII век те са фактически независими: имат право да обявяват война, да сключват мир, да секат монети. Такива са градовете Любек, Хамбург, Бремен, Нюрнберг, Аугсбург, Франкфурт на Майн и др. Съществуват и свободни градове, освободени от властта на епископ и архиепископ. Техен символ е статуята на рицаря Роланд. Свободните градове събират данъци самостоятелно, грижат се за военната отбрана и имат съдебна власт на своята територия. Свободни градове са например Кьолн (до 1794 г.), Зост, Майнц (до 1462 г.), Аугсбург, Вормс, Шпайер, Страсбург и Базел.
Понякога големите градове, особено разположените на кралска земя, не получават пълно самоуправление, но се ползват с редица привилегии и свободи, включително с правото да имат избори органи на управление. Тези органи действат съвместно с представител на сеньора. Примери за такива градове във Франция са Париж, Орлеан, Бурж, Лорис (на френски: Lorris), Лион, Нант, Шартър, а в Англия – Линкълн, Ипсуич, Оксфорд, Кеймбридж, Глостър. По-незначителните градове остават изцяло под управлението на сеньориалната администрация.